# Epos
Epos je debitantski studijski album njemačkog ekstremnog metal sastava Downfall of Gaia. Album su 1. lipnja 2010. godine objavile diskografske kuće Shove i Maniyax Records.

## Popis pjesama
| 1.    | »Prolog« (instrumental) | 2:55  |
| 2.    | »Odium«                 | 7:18  |
| 3.    | »Zerfall«               | 10:01 |
| 4.    | »Silere«                | 5:43  |
| 5.    | »Luftschloss«           | 4:16  |
| 6.    | »Epilog«                | 5:29  |
| 35:42 |                         |       |

## Zasluge
Downfall of Gaia
- Anton Lisovoj – vokali, bas-gitara
- Dominik Goncalves dos Reis – vokali, gitara
- Peter Wolff – vokali, gitara
- Johannes Stoltenburg – bubnjevi